# Hémévillers
Hémévillers is een gemeente in het Franse departement Oise (regio Hauts-de-France) en telt 388 inwoners (1999). De plaats maakt deel uit van het arrondissement Compiègne.

## Geografie
De oppervlakte van Hémévillers bedraagt 6,9 km², de bevolkingsdichtheid is 56,2 inwoners per km².
De onderstaande kaart toont de ligging van Hémévillers met de belangrijkste infrastructuur en aangrenzende gemeenten.

## Demografie
Onderstaande figuur toont het verloop van het inwonertal (bron: INSEE-tellingen).